# 減法

将5个桃子扣去2个，还剩3个，此时可以表达为

減法（英语：substraction、法语：soustraction）是四则运算之一。减法运算的本质，就是「已知两个加数的和与其中一个加数，求另一个加数的运算」。
例如：{\displaystyle {{5}-{2}}=3} 中，已知 {\displaystyle 5} 是 {\displaystyle 2} 和 {\displaystyle 3} 的和，其中一个加数是 {\displaystyle 2} ，求另一个加数 {\displaystyle 3} 。
其中，{\displaystyle 5} 稱為被減數，{\displaystyle 2} 稱為減數，{\displaystyle 3} 是 {\displaystyle 5} 和 {\displaystyle 2} 的差。
减法遵循几个重要的规律：
减法不像加法那样符合交換律，即改变运算顺序会一同改变结果符号。它也不满足结合律，也就是说，当需要连续减去两个以上的数时，减法的执行顺序会影响结果。由于 {\displaystyle 0} 是加法單位元，减去 {\displaystyle 0} 不会改变一个数的值。
此外，减法在涉及相关运算（如加法和乘法）时也遵循可预测的规则。所有这些规则皆可从整数减法开始进行证明，并推广至实数、乃至更广泛的数学对象。所有遵循这些规律的通用二元运算在抽象代数中都有研究。

## 定义

### 算术定义
已知两个加数的和与其中一个加数，求另一个加数的运算，符号为“ {\displaystyle -} ”，结果为差。

### 集合运算定义
从一个集合中去除另一个集合的元素，得到补集，仅保留属于前者的元素，记作 {\displaystyle A-B} 。
此外，在可计算性理论中，由于减法在自然数上并非良定义，数与数之间的运算实际上是通过“截断减法”或称为monus的运算来定义的。